# Seznam ulic v Brně-Jundrově
Seznam ulic v Brně-Jundrově uvádí přehled ulic a veřejných prostranství na území městské části Brno-Jundrov.

## Seznam
| Název              | Pojmenováno po                | Souřadnice                       | Obrázek | Commons            | RÚIAN   | Mapy.cz         |
| ------------------ | ----------------------------- | -------------------------------- | ------- | ------------------ | ------- | --------------- |
| Bratří Ocelků      | Josef Ocelka Antonín Ocelka   | 49°12′49″ s. š., 16°33′7″ v. d.  |         |                    | 2302454 | stre&id=5196168 |
| Březová            | bříza                         | 49°12′41″ s. š., 16°32′56″ v. d. |         | Březová (Brno)     | 21873   | stre&id=79032   |
| Dubová             | dub                           | 49°12′44″ s. š., 16°32′59″ v. d. |         |                    | 22951   | stre&id=79140   |
| Gellnerova         | František Gellner             | 49°12′28″ s. š., 16°33′11″ v. d. |         | Gellnerova (Brno)  | 23523   | stre&id=79196   |
| Jasanová           | jasan                         | 49°12′19″ s. š., 16°33′17″ v. d. |         | Jasanová (Brno)    | 24708   | stre&id=79314   |
| Jedlová            | jedle                         | 49°12′33″ s. š., 16°33′12″ v. d. |         |                    | 24805   | stre&id=79324   |
| Kamenomlýnský most | Kamenomlýnský most            | 49°12′10″ s. š., 16°34′1″ v. d.  |         |                    | 772313  | stre&id=150433  |
| Ke Káčatům         | Klub českých turistů          | 49°12′45″ s. š., 16°33′11″ v. d. |         |                    | 860930  | stre&id=5183532 |
| Kopretinová        | kopretina                     | 49°12′11″ s. š., 16°33′26″ v. d. |         |                    | 26964   | stre&id=79541   |
| Lelkova            | Cyprián Lelek Vítězslav Hálek | 49°12′39″ s. š., 16°33′6″ v. d.  |         | Lelkova (Brno)     | 26930   | stre&id=79538   |
| Modřínová          | modřín                        | 49°12′29″ s. š., 16°32′55″ v. d. |         |                    | 28495   | stre&id=79693   |
| Muškátová          | muškátovníkovité              | 49°12′20″ s. š., 16°32′52″ v. d. |         |                    | 809721  | stre&id=5181325 |
| Na Jurance         |                               | 49°11′48″ s. š., 16°33′39″ v. d. |         |                    | 36323   | stre&id=80471   |
| Na Kopaninách      |                               | 49°12′12″ s. š., 16°33′31″ v. d. |         |                    | 809730  | stre&id=5182602 |
| Nálepkova          | Ján Nálepka                   | 49°12′30″ s. š., 16°33′4″ v. d.  |         | Nálepkova (Brno)   | 28436   | stre&id=79687   |
| Olšová             | olše                          | 49°12′29″ s. š., 16°33′2″ v. d.  |         |                    | 36480   | stre&id=80487   |
| Optátova           | Václav Beneš Optát            | 49°12′41″ s. š., 16°33′13″ v. d. |         | Optátova           | 29157   | stre&id=79758   |
| Osiková            | topol osika                   | 49°12′28″ s. š., 16°32′48″ v. d. |         |                    | 29211   | stre&id=79764   |
| Pivoňkova          | Alois Pivoňka                 | 49°12′40″ s. š., 16°33′10″ v. d. |         | Pivoňkova (Brno)   | 29611   | stre&id=79803   |
| Pod Holednou       | Holedná                       | 49°12′46″ s. š., 16°32′58″ v. d. |         |                    | 30953   | stre&id=79937   |
| Prašnice           |                               | 49°12′46″ s. š., 16°33′7″ v. d.  |         |                    | 860956  | stre&id=5183528 |
| Průhon             |                               | 49°12′31″ s. š., 16°32′49″ v. d. |         |                    | 37231   | stre&id=80562   |
| Rozmarýnová        | Rosmarinus officinalis        | 49°12′24″ s. š., 16°33′6″ v. d.  |         | Rozmarýnová (Brno) | 36731   | stre&id=80512   |
| Smrčková           | smrk                          | 49°12′36″ s. š., 16°33′4″ v. d.  |         | Smrčková (Brno)    | 31836   | stre&id=80024   |
| Sosnová            | borovice                      | 49°12′24″ s. š., 16°32′57″ v. d. |         |                    | 31968   | stre&id=80037   |
| Stromovka          | zahrada                       | 49°12′33″ s. š., 16°33′4″ v. d.  |         | Stromovka (Brno)   | 32301   | stre&id=80071   |
| Tyršovo návrší     | Miroslav Tyrš                 | 49°12′34″ s. š., 16°32′54″ v. d. |         |                    | 33685   | stre&id=80208   |
| V luzích           |                               | 49°12′16″ s. š., 16°33′23″ v. d. |         |                    | 36331   | stre&id=80472   |
| Veslařská          | loděnice                      | 49°12′16″ s. š., 16°33′39″ v. d. |         | Veslařská (Brno)   | 34479   | stre&id=80287   |
| Výšina             | místo                         | 49°11′45″ s. š., 16°33′54″ v. d. |         | Výšina (Brno)      | 35114   | stre&id=80351   |
| Šeříková           | šeřík                         | 49°12′25″ s. š., 16°32′53″ v. d. |         |                    | 32654   | stre&id=80106   |